# Siberia (gruppo musicale)
I Siberia sono stati un gruppo musicale indie pop italiano, formatosi a Livorno nel 2010 e scioltosi nel 2020.

## Carriera
Fondata a Livorno nel 2010 dal frontman Eugenio Sournia e dal batterista Luca Mele all'epoca compagni di scuola, il loro nome Siberia prende ispirazione dal romanzo Educazione siberiana di Nicolai Lilin. Nel 2014 ai due si aggiunge il chitarrista Matteo D'Angelo e in seguito il bassista Cristiano Sbolci Tortoli.
Nell'estate 2014 pubblicano il primo lavoro, l'EP chiamato Voglio regalarti una fotografia.
Nel 2015 partecipano a Sanremo Giovani con il brano Gioia.
Il 16 aprile 2016 esce il loro album di debutto intitolato In un sogno è la mia patria, edito da Sony Music e distribuito da Artist First. In seguito intraprendono una serie di concerti a livello nazionale.
Il 23 febbraio 2018 pubblicano per l'etichetta Maciste Dischi Si vuole scappare, secondo album in studio, intraprendendo un tour a livello nazionale. Ad agosto partecipano al Sziget Festival in Ungheria.
A novembre dello stesso anno approdano nell'etichetta Sugar Music.
Il 29 novembre 2019 pubblicano il loro terzo album in studio Tutti amiamo senza fine, prodotto da Federico Nardelli per l'etichetta Sugar Music insieme alla Maciste Dischi. Il disco, che è stato preceduto dai singoli Ian Curtis, Non Riesco a Respirare e Mon Amour, è seguito da una tournée a livello nazionale. A dicembre sono ospiti del programma radiofonico Rai Radio2 Social Club.
Il 9 gennaio 2020 si esibiscono nella trasmissione Stati generali in onda su Rai 3.
A inizio febbraio sono ospiti del programma televisivo Quelli che il calcio in onda su Rai 2; a metà mese iniziano una tournée di livello nazionale, ma viene annullata per il lockdown imposto dall'epidemia di coronavirus.
Il 24 giugno 2020 la band annuncia lo scioglimento.

## Formazione
- Eugenio Sournia – voce, chitarra, tastiere e autore delle canzoni
- Cristiano Sbolci Tortoli – basso
- Luca Pascual Mele – batteria, percussioni
- Matteo D’Angelo – chitarra

## Discografia

### Album in studio
- 2016 – In un sogno è la mia patria
- 2018 – Si vuole scappare
- 2019 – Tutti amiamo senza fine

### Singoli
- 2016 – Gioia
- 2017 – Nuovo pop italiano
- 2018 – Yamamoto
- 2018 – Ginevra
- 2019 – Non riesco a respirare
- 2019 – Ian Curtis
- 2019 – Mon amour

### EP
- 2014 – Voglio regalarti una fotografia